# Jan Williams

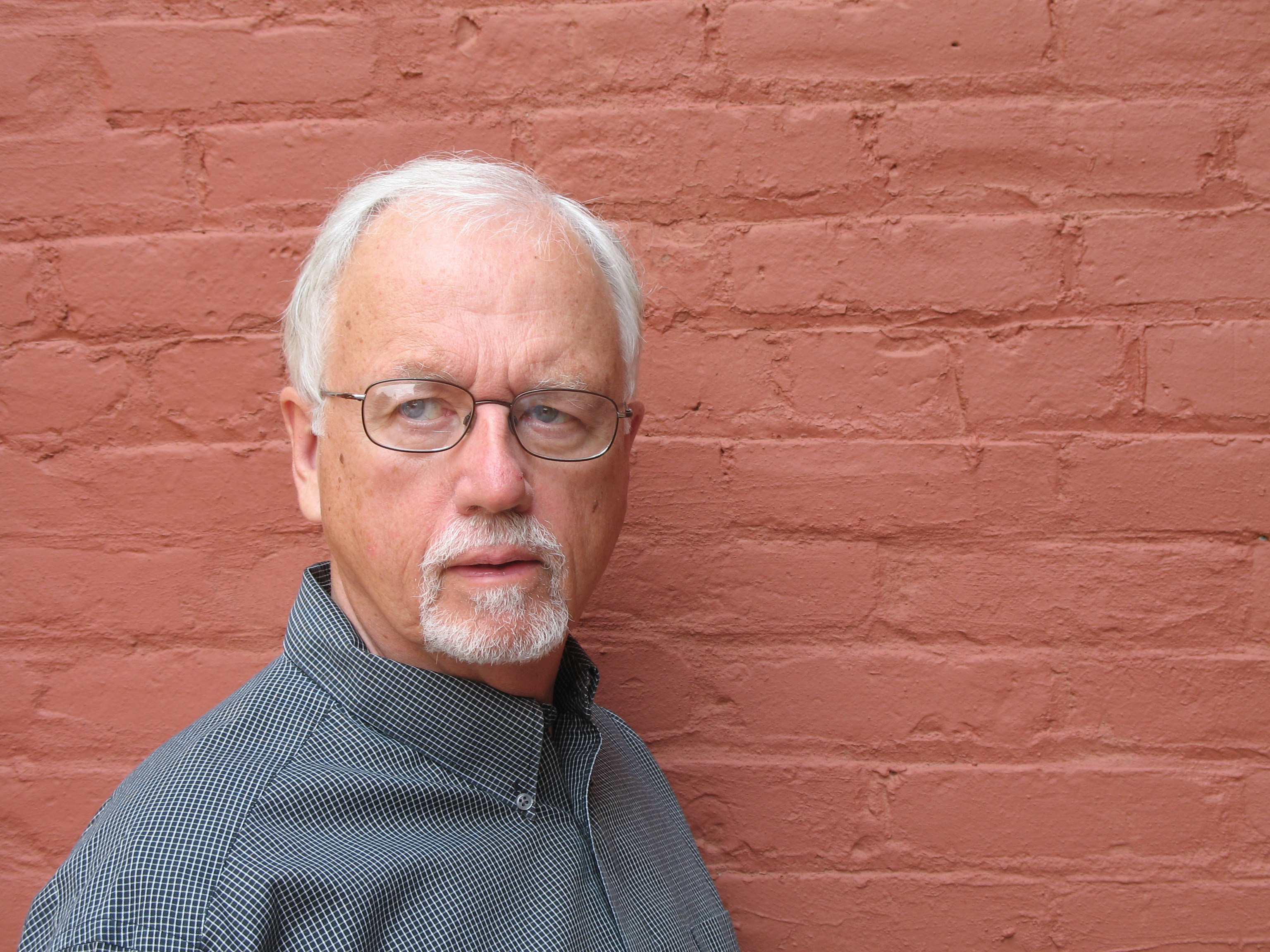
Jan Williams

Jan Williams (* 1939 in Utica) ist ein US-amerikanischer Perkussionist, Dirigent und Musikpädagoge.

## Leben
Williams war Anfang der 1960er-Jahre Schüler des Perkussionisten Paul Price. 1964 kam er als Creative Associate an das neu gegründete Center of the Creative and Performing Arts in Buffalo, dessen Codirektor er 1974 wurde. Von 1967 bis zu seiner Emeritierung unterrichtete er an der Musikfakultät der University at Buffalo, die er von 1980 bis 1984 leitete. Von 1985 bis 1991 war er gemeinsam mit Yvar Mikhashoff künstlerischer Leiter des North American New Music Festival.
Als Soloperkussionist und Dirigent trat Williams in den USA, Europa, Australien und Neuseeland auf. Viele Komponisten der Neuen Musik schrieben Werke für ihn, darunter Lukas Foss (Concerto for Percussion and Orchestra), John Cage, Elliott Carter, Joel Chadabe, Morton Feldman, Orlando Jacinto García, Gustavo Matamoros, Luis de Pablo, Frederic Rzewski, Nils Vigeland, Rocco Di Pietro (Overture für 100 Perkussionisten) und Iannis Xenakis.

## Werke
- 1970 Dream Lesson
- Deep Cello

| Personendaten    | Personendaten                                               |
| ---------------- | ----------------------------------------------------------- |
| NAME             | Williams, Jan                                               |
| KURZBESCHREIBUNG | US-amerikanischer Perkussionist, Dirigent und Musikpädagoge |
| GEBURTSDATUM     | 1939                                                        |
| GEBURTSORT       | Utica                                                       |